# Venezuela a 2008. évi nyári olimpiai játékokon
Venezuela a kínai Pekingben megrendezett 2008. évi nyári olimpiai játékok egyik részt vevő nemzete volt. Az országot az olimpián 21 sportágban 110 sportoló képviselte, akik összesen 1 érmet szereztek.

## Érmesek
| Érem  | Versenyző       | Sportág   | Versenyszám |
| ----- | --------------- | --------- | ----------- |
| Bronz | Dalia Contreras | Taekwondo | Női légsúly |

## Asztalitenisz
Női
| Versenyző     | Versenyszám | Selejtező                                       | 64-es főtábla                             | 48-as főtábla     | 32-es főtábla     | Nyolcaddöntő      | Negyeddöntő       | Elődöntő          | Döntő             | Helyezés |
| Versenyző     | Versenyszám | Ellenfél Eredmény                               | Ellenfél Eredmény                         | Ellenfél Eredmény | Ellenfél Eredmény | Ellenfél Eredmény | Ellenfél Eredmény | Ellenfél Eredmény | Ellenfél Eredmény | Helyezés |
| ------------- | ----------- | ----------------------------------------------- | ----------------------------------------- | ----------------- | ----------------- | ----------------- | ----------------- | ----------------- | ----------------- | -------- |
| Fabiola Ramos | Egyes       | Judy Long (CAN) · 5-11, 16-14, 11-8, 11-7, 11-9 | Kim Dzsong (PRK) · 7-11, 7-11, 7-11, 7-11 | kiesett           | kiesett           | kiesett           | kiesett           | kiesett           | kiesett           | 49.      |

## Atlétika
Férfi
| Versenyző         | Versenyszám | Előfutam | Előfutam | Előfutam | Negyeddöntő | Negyeddöntő | Negyeddöntő | Elődöntő | Elődöntő | Elődöntő | Döntő         | Döntő         |
| Versenyző         | Versenyszám | Idő      | Hely.    | Össz.    | Idő         | Hely.       | Össz.       | Idő      | Hely.    | Össz.    | Idő           | Helyezés      |
| ----------------- | ----------- | -------- | -------- | -------- | ----------- | ----------- | ----------- | -------- | -------- | -------- | ------------- | ------------- |
| José Acevedo      | 200 m       | 21,06    | 5.       | 42.*     | kiesett     | kiesett     | kiesett     | kiesett  | kiesett  | kiesett  | kiesett       | kiesett       |
| Eduard Villanueva | 800 m       | 1:47,64  | 6.       | 33.*     |             |             |             | kiesett  | kiesett  | kiesett  | kiesett       | kiesett       |
| Luis Fonseca      | Maraton     |          |          |          |             |             |             |          |          |          | nem ért célba | nem ért célba |

Női
| Versenyző      | Versenyszám   | Selejtező | Selejtező | Döntő    | Döntő    |
| Versenyző      | Versenyszám   | Eredmény  | Helyezés  | Eredmény | Helyezés |
| -------------- | ------------- | --------- | --------- | -------- | -------- |
| María González | Gerelyhajítás | 50,51 m   | 48.       | kiesett  | kiesett  |

* - egy másik versenyzővel azonos időt ért el

## Birkózás

### Férfi
Szabadfogású
| Versenyző    | Versenyszám | Selejtező         | Nyolcaddöntő                      | Negyeddöntő       | Elődöntő          | Vigaszág első kör | Vigaszág elődöntő               | Bronz- mérkőzés   | Döntő             | Helyezés |
| Versenyző    | Versenyszám | Ellenfél Eredmény | Ellenfél Eredmény                 | Ellenfél Eredmény | Ellenfél Eredmény | Ellenfél Eredmény | Ellenfél Eredmény               | Ellenfél Eredmény | Ellenfél Eredmény | Helyezés |
| ------------ | ----------- | ----------------- | --------------------------------- | ----------------- | ----------------- | ----------------- | ------------------------------- | ----------------- | ----------------- | -------- |
| Luis Vivenes | 96 kg       |                   | Tajmuraz Tigijev (KAZ) · 0-6, 0-3 |                   |                   |                   | Michel Batista (CUB) · 1-1, 0-2 | kiesett           |                   | 15.      |

### Női
Szabadfogású
| Versenyző      | Versenyszám | Selejtező                          | Nyolcaddöntő                          | Negyeddöntő       | Elődöntő          | Vigaszág első kör | Vigaszág elődöntő | Bronz- mérkőzés   | Döntő             | Helyezés |
| Versenyző      | Versenyszám | Ellenfél Eredmény                  | Ellenfél Eredmény                     | Ellenfél Eredmény | Ellenfél Eredmény | Ellenfél Eredmény | Ellenfél Eredmény | Ellenfél Eredmény | Ellenfél Eredmény | Helyezés |
| -------------- | ----------- | ---------------------------------- | ------------------------------------- | ----------------- | ----------------- | ----------------- | ----------------- | ----------------- | ----------------- | -------- |
| Mayelis Caripa | 48 kg       | Vanessa Boubryemm (FRA) · 0-1, 0-1 | kiesett                               | kiesett           | kiesett           |                   |                   |                   |                   | 14.      |
| Marcia Andrade | 55 kg       |                                    | Ludmila Cristea (MDA) · 1-0, 3-3, 3-3 | kiesett           | kiesett           |                   |                   |                   |                   | 11.      |

## Cselgáncs
Férfi
| Versenyző             | Versenyszám  | Selejtező         | 32-es főtábla                     | Nyolcaddöntő                             | Negyeddöntő                    | Elődöntő          | Vigaszág első kör | Vigaszág negyeddöntő          | Vigaszág elődöntő | Bronz- mérkőzés   | Döntő             | Helyezés |
| Versenyző             | Versenyszám  | Ellenfél Eredmény | Ellenfél Eredmény                 | Ellenfél Eredmény                        | Ellenfél Eredmény              | Ellenfél Eredmény | Ellenfél Eredmény | Ellenfél Eredmény             | Ellenfél Eredmény | Ellenfél Eredmény | Ellenfél Eredmény | Helyezés |
| --------------------- | ------------ | ----------------- | --------------------------------- | ---------------------------------------- | ------------------------------ | ----------------- | ----------------- | ----------------------------- | ----------------- | ----------------- | ----------------- | -------- |
| Javier Guédez         | Légsúly      |                   | Albert Techov (LTU) · 1000-0000   | Taraje Williams-Murray (USA) · 1000-0000 | Ruben Houkes (NED) · 0001-0010 |                   |                   | Frazer Will (CAN) · 0000-1000 | kiesett           | kiesett           |                   | 9.       |
| Ludwig Ortíz          | Harmatsúly   |                   | Pedro Dias (POR) · 0001-0100      | kiesett                                  | kiesett                        | kiesett           |                   |                               |                   |                   |                   | 21.      |
| Richard León          | Könnyűsúly   |                   | Sze Zsicsikava (CHN) · 0000-0001  | kiesett                                  | kiesett                        | kiesett           |                   |                               |                   |                   |                   | 21.      |
| José Gregorio Camacho | Középsúly    |                   | Valentin Hrekov (UKR) · 1000-0000 | Eduardo Santos (BRA) · 0000-1000         | kiesett                        | kiesett           |                   |                               |                   |                   |                   | 15.      |
| Albenis Rosales       | Félnehézsúly |                   | Csang Szongho (KOR) · 0001-1010   | kiesett                                  | kiesett                        | kiesett           |                   |                               |                   |                   |                   | 21.      |

Női
| Versenyző      | Versenyszám | Selejtező                     | Nyolcaddöntő                     | Negyeddöntő       | Elődöntő          | Vigaszág első kör                 | Vigaszág negyeddöntő              | Vigaszág elődöntő               | Bronz- mérkőzés   | Döntő             | Helyezés |
| Versenyző      | Versenyszám | Ellenfél Eredmény             | Ellenfél Eredmény                | Ellenfél Eredmény | Ellenfél Eredmény | Ellenfél Eredmény                 | Ellenfél Eredmény                 | Ellenfél Eredmény               | Ellenfél Eredmény | Ellenfél Eredmény | Helyezés |
| -------------- | ----------- | ----------------------------- | -------------------------------- | ----------------- | ----------------- | --------------------------------- | --------------------------------- | ------------------------------- | ----------------- | ----------------- | -------- |
| Flor Velázquez | Harmatsúly  |                               | An Gume (PRK) · 0001-0010        |                   |                   | Yagnelys Mestre (CUB) · 0001-0000 | Solpan Kalijeva (KAZ) · 0000-0010 | kiesett                         | kiesett           |                   | 9.       |
| Isis Barreto   | Váltósúly   | Cécile Hane (SEN) · 1012-0000 | Tanimoto Ajumi (JPN) · 0000-1000 |                   |                   |                                   | Kong Dzsajong (KOR) · 1001-0100   | Claudia Heill (AUT) · 0001-0030 | kiesett           |                   | 7.       |

## Evezés
Férfi
| Versenyző        | Versenyszám  | Előfutam | Előfutam | Középdöntő | Középdöntő | Elődöntő | Elődöntő | Elődöntő | Döntő | Döntő   | Döntő | Helyezés |
| Versenyző        | Versenyszám  | Idő      | Hely.    | Idő        | Hely.      | Típus    | Idő      | Hely.    | Típus | Idő     | Hely. | Helyezés |
| ---------------- | ------------ | -------- | -------- | ---------- | ---------- | -------- | -------- | -------- | ----- | ------- | ----- | -------- |
| Dhison Hernández | Egypárevezős | 7:54,52  | 5.       |            |            | E/F      | 7:18,85  | 1.       | E     | 7:05,12 | 1.    | 24.      |

## Íjászat
Női
| Versenyző    | Versenyszám | Selejtező | Selejtező | 64-es főtábla                  | 32-es főtábla                          | Nyolcaddöntő      | Negyeddöntő       | Elődöntő          | Döntő             | Helyezés |
| Versenyző    | Versenyszám | Pont      | Kiemelt   | Ellenfél Eredmény              | Ellenfél Eredmény                      | Ellenfél Eredmény | Ellenfél Eredmény | Ellenfél Eredmény | Ellenfél Eredmény | Helyezés |
| ------------ | ----------- | --------- | --------- | ------------------------------ | -------------------------------------- | ----------------- | ----------------- | ----------------- | ----------------- | -------- |
| Leidys Brito | Egyéni      | 628       | 36.       | Wu Hui-Ju (TPE) (29.) · 104-98 | Hatuna Narimanidze (GEO) (4.) · 98-111 | kiesett           | kiesett           | kiesett           | kiesett           | 31.      |

## Kajak-kenu

### Síkvízi
Férfi
| Versenyző                    | Versenyszám         | Előfutam | Előfutam | Előfutam | Elődöntő | Elődöntő | Elődöntő | Döntő   | Döntő    |
| Versenyző                    | Versenyszám         | Idő      | Hely.    | Össz.    | Idő      | Hely.    | Össz.    | Idő     | Helyezés |
| ---------------------------- | ------------------- | -------- | -------- | -------- | -------- | -------- | -------- | ------- | -------- |
| José Ramos Gabriel Rodríguez | Kajak kettes 500 m  | 1:34,220 | 8.       | 15.      | 1:37,285 | 9.       | 9.       | kiesett | kiesett  |
| José Ramos Gabriel Rodríguez | Kajak kettes 1000 m | 3:31,569 | 6.       | 12.      | 3:27,423 | 7.       | 7.       | kiesett | kiesett  |

Női
| Versenyző        | Versenyszám       | Előfutam | Előfutam | Előfutam | Elődöntő | Elődöntő | Elődöntő | Döntő   | Döntő    |
| Versenyző        | Versenyszám       | Idő      | Hely.    | Össz.    | Idő      | Hely.    | Össz.    | Idő     | Helyezés |
| ---------------- | ----------------- | -------- | -------- | -------- | -------- | -------- | -------- | ------- | -------- |
| Zulmarys Sánchez | Kajak egyes 500 m | 1:57,728 | 7.       | 21.      | 2:02,764 | 9.       | 18.      | kiesett | kiesett  |

## Kerékpározás

### BMX
Férfi
| Versenyző       | Versenyszám | Selejtező | Selejtező | Negyeddöntő | Negyeddöntő | Elődöntő | Elődöntő | Döntő   | Döntő    |
| Versenyző       | Versenyszám | Idő       | Helyezés  | Pont        | Helyezés    | Pont     | Helyezés | Idő     | Helyezés |
| --------------- | ----------- | --------- | --------- | ----------- | ----------- | -------- | -------- | ------- | -------- |
| Jonathan Suárez | Egyéni      | 36,325    | 8.        | 17          | 5.          | kiesett  | kiesett  | kiesett | kiesett  |

### Országúti kerékpározás
Férfi
| Versenyző         | Versenyszám   | Idő             | Helyezés |
| ----------------- | ------------- | --------------- | -------- |
| Jackson Rodríguez | Mezőnyverseny | 6:26:17 (+2:28) | 29.      |

Női
| Versenyző       | Versenyszám   | Idő              | Helyezés |
| --------------- | ------------- | ---------------- | -------- |
| Danielys García | Mezőnyverseny | 3:43:25 (+11:01) | 54.      |
| Angie González  | Mezőnyverseny | 3:43:25 (+11:01) | 57.      |

## Lovaglás
Díjugratás
| Versenyző     | Ló      | Versenyszám | Selejtező | Selejtező | Selejtező | Selejtező | Selejtező | Selejtező | Selejtező | Selejtező | Döntő   | Döntő   | Döntő   | Döntő   | Végeredmény | Végeredmény |
| Versenyző     | Ló      | Versenyszám | 1. kör    | 1. kör    | 2. kör    | 2. kör    | 2. kör    | 3. kör    | 3. kör    | 3. kör    | 1. kör  | 1. kör  | 2. kör  | 2. kör  | Végeredmény | Végeredmény |
| Versenyző     | Ló      | Versenyszám | Bünt.     | Hely.     | Bünt.     | Össz.     | Hely.     | Bünt.     | Össz.     | Hely.     | Bünt.   | Hely.   | Bünt.   | Hely.   | Bünt.       | Helyezés    |
| ------------- | ------- | ----------- | --------- | --------- | --------- | --------- | --------- | --------- | --------- | --------- | ------- | ------- | ------- | ------- | ----------- | ----------- |
| Pablo Barrios | Sinatra | Egyéni      | 9         | 47.       | 14        | 23        | 44.       | 20        | 43        | 38.       | kiesett | kiesett | kiesett | kiesett | kiesett     | kiesett     |

## Műugrás
Férfi
| Versenyző    | Versenyszám    | Selejtező | Selejtező | Elődöntő | Elődöntő | Döntő   | Döntő    |
| Versenyző    | Versenyszám    | Pont      | Helyezés  | Pont     | Helyezés | Pont    | Helyezés |
| ------------ | -------------- | --------- | --------- | -------- | -------- | ------- | -------- |
| Ramón Fumadó | Egyéni műugrás | 419,05    | 21.       | kiesett  | kiesett  | kiesett | kiesett  |

## Ökölvívás
| Versenyző         | Versenyszám     | Selejtező                 | Nyolcaddöntő                 | Negyeddöntő                    | Elődöntő          | Döntő             | Helyezés |
| Versenyző         | Versenyszám     | Ellenfél Eredmény         | Ellenfél Eredmény            | Ellenfél Eredmény              | Ellenfél Eredmény | Ellenfél Eredmény | Helyezés |
| ----------------- | --------------- | ------------------------- | ---------------------------- | ------------------------------ | ----------------- | ----------------- | -------- |
| Eduard Bermúdez   | Papírsúly       | Cou Si-ming (CHN) · 2-11  | kiesett                      | kiesett                        | kiesett           | kiesett           | 17.      |
| Héctor Manzanilla | Harmatsúly      | Issah Samir (GHA) · 13-10 | Han Szuncshol (KOR) · 17-6   | Bruno Julie (MRI) · 9-13       | kiesett           | kiesett           | 5.       |
| Jonny Sánchez     | Kisváltósúly    |                           | Szerik Szapijev (KAZ) · 3-22 | kiesett                        | kiesett           | kiesett           | 9.       |
| Alfonso Blanco    | Középsúly       |                           | Argenis Núñez (DOM) · 18-7   | Darren Sutherland (IRL) · 1-11 | kiesett           | kiesett           | 5.       |
| Luis González     | Félnehézsúly    |                           | Szellő Imre (HUN) · RSC      | kiesett                        | kiesett           | kiesett           | 9.       |
| José Payares      | Szupernehézsúly |                           | Neufel Vátah (ALG) · 5-7     | kiesett                        | kiesett           | kiesett           | 9.       |

RSC - a játékvezető megállította a mérkőzést (fejütés)

## Röplabda

### Férfi
| #    | Név                | Klub               | Kor                              | Magasság |
| ---- | ------------------ | ------------------ | -------------------------------- | -------- |
| 3    | Andy Rojas         | Ermoli Castelnuovo | 1977. október 2. (30 évesen)     | 197 cm   |
| 4    | Joel Silva         | Apure              | 1985. szeptember 14. (22 évesen) | 188 cm   |
| 5    | Rodman Valera      | Compoktuna         | 1982. április 20. (26 évesen)    | 188 cm   |
| 6    | Carlos Luna        | Toyoda Gosei       | 1981. január 25. (27 évesen)     | 194 cm   |
| 7    | Luis Diaz          | Tonno Calippo      | 1983. augusztus 20. (24 évesen)  | 204 cm   |
| 10   | Ronald Mendez      | Bolívar            | 1982. október 26. (25 évesen)    | 203 cm   |
| 11   | Ernando Gomez      | Toyoda Gosei       | 1982. július 30. (26 évesen)     | 195 cm   |
| 12   | Carlos Tejeda      | Almería            | 1980. július 29. (28 évesen)     | 198 cm   |
| 13   | Ivan Marquez       | Verening           | 1981. október 4. (26 évesen)     | 205 cm   |
| 14   | Thomas Ereu        | Salento Taviano    | 1979. október 25. (28 évesen)    | 194 cm   |
| 17   | Juan Carlos Blanco | Karava             | 1981. július 27. (27 évesen)     | 195 cm   |
| 18   | Freddy Cedeno      | Arona Teneryfa     | 1981. szeptember 10. (26 évesen) | 205 cm   |
| Edző |                    |                    |                                  |          |
|      | Ricardo Navajas    |                    |                                  |          |

- Kor: 2008. augusztus 10-i kora

#### Eredmények
Csoportkör
A csoport
|                        |      | Mérkőzések | Mérkőzések | Pontok | Pontok | Pontok | Szettek | Szettek | Szettek |
| Csapat                 | Pont | Gy         | V          | P+     | P–     | PA     | Sz+     | Sz–     | SzA     |
| ---------------------- | ---- | ---------- | ---------- | ------ | ------ | ------ | ------- | ------- | ------- |
| Egyesült Államok (USA) | 10   | 5          | 0          | 460    | 371    | 1,240  | 15      | 4       | 3,750   |
| Olaszország (ITA)      | 9    | 4          | 1          | 439    | 401    | 1,095  | 13      | 6       | 2,167   |
| Bulgária (BUL)         | 8    | 3          | 2          | 446    | 440    | 1,014  | 10      | 9       | 1,111   |
| Kína (CHN)             | 7    | 2          | 3          | 445    | 492    | 0,904  | 9       | 13      | 0,692   |
| Venezuela (VEN)        | 6    | 1          | 4          | 421    | 451    | 0,933  | 8       | 12      | 0,667   |
| Japán (JPN)            | 5    | 0          | 5          | 392    | 448    | 0,875  | 4       | 15      | 0,267   |

| 2008. augusztus 10. 12:35 | Egyesült Államok (USA)                          | 3–2 | Venezuela (VEN) | Capital Indoor Stadium, Peking Nézőszám: 11 000 Játékvezető: Konstantin Tufekchiev (BUL), Umit Sokullu (TUR) |
| 2008. augusztus 10. 12:35 | (25–18, 25–18, 22–25, 21–25, 15–10) Jegyzőkönyv |     |                 | Capital Indoor Stadium, Peking Nézőszám: 11 000 Játékvezető: Konstantin Tufekchiev (BUL), Umit Sokullu (TUR) |

| 2008. augusztus 12. 20:00 | Venezuela (VEN)                                 | 2–3 | Kína (CHN) | Capital Indoor Stadium, Peking Nézőszám: 12 500 Játékvezető: Massimo Menghini (ITA), Konstantin Tufekchiev (BUL) |
| 2008. augusztus 12. 20:00 | (21–25, 25–21, 25–16, 21–25, 14–16) Jegyzőkönyv |     |            | Capital Indoor Stadium, Peking Nézőszám: 12 500 Játékvezető: Massimo Menghini (ITA), Konstantin Tufekchiev (BUL) |

| 2008. augusztus 14. 10:00 | Olaszország (ITA)                 | 3–0 | Venezuela (VEN) | Beijing Institute of Technology Gymnasium, Peking Nézőszám: 3300 Játékvezető: Mohammad Shahmiri (IRI), Mitch Davidson (CAN) |
| 2008. augusztus 14. 10:00 | (25–21, 25–20, 25–21) Jegyzőkönyv |     |                 | Beijing Institute of Technology Gymnasium, Peking Nézőszám: 3300 Játékvezető: Mohammad Shahmiri (IRI), Mitch Davidson (CAN) |

| 2008. augusztus 16. 22:00 | Venezuela (VEN)                   | 3–0 | Japán (JPN) | Capital Indoor Stadium, Peking Nézőszám: 7500 Játékvezető: Mitch Davidson (CAN), Victor Rodriguez (PUR) |
| 2008. augusztus 16. 22:00 | (25–23, 25–21, 25–23) Jegyzőkönyv |     |             | Capital Indoor Stadium, Peking Nézőszám: 7500 Játékvezető: Mitch Davidson (CAN), Victor Rodriguez (PUR) |

| 2008. augusztus 18. 10:00 | Bulgária (BUL)                           | 3–1 | Venezuela (VEN) | Beijing Institute of Technology Gymnasium, Peking Nézőszám: 3400 Játékvezető: Mohammad Shahmiri (IRI), Laert Souza (BRA) |
| 2008. augusztus 18. 10:00 | (23–25, 25–19, 25–16, 25–22) Jegyzőkönyv |     |                 | Beijing Institute of Technology Gymnasium, Peking Nézőszám: 3400 Játékvezető: Mohammad Shahmiri (IRI), Laert Souza (BRA) |

| Csapat          | Helyezés |
| --------------- | -------- |
| Venezuela (VEN) | 9.       |

### Női
| #  | Név                | Klub                 | Kor                              | Magasság |
| -- | ------------------ | -------------------- | -------------------------------- | -------- |
| 1  | Yessica Paz        | Aragua               | 1989. október 7. (18 évesen)     | 192 cm   |
| 5  | Genesis Franchesco | Miranda              | 1990. május 6. (18 évesen)       | 174 cm   |
| 6  | Maria Valero       | Barinas              | 1991. szeptember 18. (16 évesen) | 165 cm   |
| 8  | Amarilis Villar    | Vargas               | 1984. március 30. (24 évesen)    | 178 cm   |
| 9  | Jayce Andrade      | Zulia                | 1984. május 19. (24 évesen)      | 188 cm   |
| 10 | Desiree Glod       | Miranda              | 1982. szeptember 28. (25 évesen) | 176 cm   |
| 12 | Gheraldine Quijada | D.C.                 | 1988. január 31. (20 évesen)     | 179 cm   |
| 13 | Shirley Florian    | Zulia                | 1991. július 27. (17 évesen)     | 191 cm   |
| 14 | Aleoscar Blanco    | Vargas               | 1987. július 18. (21 évesen)     | 189 cm   |
| 15 | María José Pérez   | Llaneras de Toa Baja | 1988. március 18. (20 évesen)    | 188 cm   |
| 17 | Roslandy Acosta    | Vargas               | 1992. február 25. (16 évesen)    | 190 cm   |
| 18 | Wendy Romero       | Cojedes              | 1992. február 8. (16 évesen)     | 178 cm   |

- Kor: 2008. augusztus 9-i kora

#### Eredmények
Csoportkör
A csoport
|                        |      | Mérkőzések | Mérkőzések | Pontok | Pontok | Pontok | Szettek | Szettek | Szettek |
| Csapat                 | Pont | Gy         | V          | P+     | P–     | PA     | Sz+     | Sz–     | SzA     |
| ---------------------- | ---- | ---------- | ---------- | ------ | ------ | ------ | ------- | ------- | ------- |
| Kuba (CUB)             | 10   | 5          | 0          | 426    | 371    | 1,148  | 15      | 3       | 5,000   |
| Egyesült Államok (USA) | 9    | 4          | 1          | 459    | 441    | 1,041  | 12      | 9       | 1,333   |
| Kína (CHN)             | 8    | 3          | 2          | 467    | 395    | 1,182  | 13      | 7       | 1,857   |
| Japán (JPN)            | 7    | 2          | 3          | 381    | 389    | 0,979  | 7       | 11      | 0,636   |
| Lengyelország (POL)    | 6    | 1          | 4          | 441    | 445    | 0,991  | 9       | 12      | 0,750   |
| Venezuela (VEN)        | 5    | 0          | 5          | 262    | 395    | 0,663  | 1       | 15      | 0,067   |

| 2008. augusztus 9. 20:00 | Venezuela (VEN)                   | 0–3 | Kína (CHN) | Capital Indoor Stadium, Peking Nézőszám: 12 000 Játékvezető: Dejan Jovanovic (SRB), Patrick Deregnaucourt (FRA) |
| 2008. augusztus 9. 20:00 | (13–25, 13–25, 18–25) Jegyzőkönyv |     |            | Capital Indoor Stadium, Peking Nézőszám: 12 000 Játékvezető: Dejan Jovanovic (SRB), Patrick Deregnaucourt (FRA) |

| 2008. augusztus 11. 22:15 | Japán (JPN)                       | 3–0 | Venezuela (VEN) | Capital Indoor Stadium, Peking Nézőszám: 5000 Játékvezető: Karin Zahorcova (CZE), Frans Loderus (NED) |
| 2008. augusztus 11. 22:15 | (25–12, 25–17, 25–12) Jegyzőkönyv |     |                 | Capital Indoor Stadium, Peking Nézőszám: 5000 Játékvezető: Karin Zahorcova (CZE), Frans Loderus (NED) |

| 2008. augusztus 13. 12:00 | Venezuela (VEN)                          | 1–3 | Egyesült Államok (USA) | Beijing Institute of Technology Gymnasium, Peking Nézőszám: 3400 Játékvezető: Andrei Zenovich (RUS), Dejan Jovanovic (SRB) |
| 2008. augusztus 13. 12:00 | (17–25, 25–20, 14–25, 18–25) Jegyzőkönyv |     |                        | Beijing Institute of Technology Gymnasium, Peking Nézőszám: 3400 Játékvezető: Andrei Zenovich (RUS), Dejan Jovanovic (SRB) |

| 2008. augusztus 15. 12:30 | Venezuela (VEN)                   | 0–3 | Lengyelország (POL) | Capital Indoor Stadium, Peking Nézőszám: 11 000 Játékvezető: Janpen Jirakakul (THA), Humberto Salas (MEX) |
| 2008. augusztus 15. 12:30 | (12–25, 12–25, 20–25) Jegyzőkönyv |     |                     | Capital Indoor Stadium, Peking Nézőszám: 11 000 Játékvezető: Janpen Jirakakul (THA), Humberto Salas (MEX) |

| 2008. augusztus 17. 12:00 | Kuba (CUB)                        | 3–0 | Venezuela (VEN) | Beijing Institute of Technology Gymnasium, Peking Nézőszám: 3500 Játékvezető: Andrei Zenovich (RUS), Konstantin Tufekchiev (BUL) |
| 2008. augusztus 17. 12:00 | (25–20, 25–20, 25–19) Jegyzőkönyv |     |                 | Beijing Institute of Technology Gymnasium, Peking Nézőszám: 3500 Játékvezető: Andrei Zenovich (RUS), Konstantin Tufekchiev (BUL) |

| Csapat          | Helyezés |
| --------------- | -------- |
| Venezuela (VEN) | 11.      |

## Softball
- Yuruby Alicart
- Mariangee Bogado
- Marianella Castellanos
- Zuleima Cirimelle
- Denisse Fuenmayor
- Johana Gómez
- Desiree Mújica
- Yusmary Pérez
- Jineth Pimentel
- Geraldine Puertas
- Maribel Riera
- Mailes Rodríguez
- Rubilena Rojas
- Yaicey Sojo
- Maria Soto

### Eredmények
Csoportkör
| Csapat           | M | Gy | V | P+ | P– | Pk  |
| ---------------- | - | -- | - | -- | -- | --- |
| Egyesült Államok | 7 | 7  | 0 | 53 | 1  | +52 |
| Japán            | 7 | 6  | 1 | 23 | 13 | +10 |
| Ausztrália       | 7 | 5  | 2 | 30 | 11 | +19 |
| Kanada           | 7 | 3  | 4 | 17 | 23 | –6  |
| Tajvan           | 7 | 2  | 5 | 10 | 23 | –13 |
| Kína             | 7 | 2  | 5 | 19 | 21 | –2  |
| Venezuela        | 7 | 2  | 5 | 15 | 35 | –20 |
| Hollandia        | 7 | 1  | 6 | 8  | 48 | –40 |

| 2008. augusztus 12. 12:00 |  | Venezuela (VEN) | 0–11 | Egyesült Államok |  |  |
| 2008. augusztus 12. 12:00 |  |                 |      |                  |  |  |

| 2008. augusztus 13. 9:30 |  | Venezuela (VEN) | 1–7 | Kína |  |  |
| 2008. augusztus 13. 9:30 |  |                 |     |      |  |  |

| 2008. augusztus 14. 20:30 |  | Tajvan (TPE) | 3–0 | Venezuela |  |  |
| 2008. augusztus 14. 20:30 |  |              |     |           |  |  |

| 2008. augusztus 15. 19:30 |  | Venezuela (VEN) | 8–0 | Hollandia |  |  |
| 2008. augusztus 15. 19:30 |  |                 |     |           |  |  |

| 2008. augusztus 16. 19:30 |  | Kanada (CAN) | 0–2 | Venezuela |  |  |
| 2008. augusztus 16. 19:30 |  |              |     |           |  |  |

| 2008. augusztus 17. 12:00 |  | Japán (JPN) | 5–2 | Venezuela |  |  |
| 2008. augusztus 17. 12:00 |  |             |     |           |  |  |

| 2008. augusztus 18. 19:30 |  | Venezuela (VEN) | 2–9 | Ausztrália |  |  |
| 2008. augusztus 18. 19:30 |  |                 |     |            |  |  |

| Csapat    | Helyezés |
| --------- | -------- |
| Venezuela | 7.       |

## Sportlövészet
Női
| Versenyző      | Versenyszám           | Selejtező | Selejtező | Döntő   | Döntő    |
| Versenyző      | Versenyszám           | Pont      | Helyezés  | Pont    | Helyezés |
| -------------- | --------------------- | --------- | --------- | ------- | -------- |
| Diliana Méndez | Légpuska              | 386       | 43.       | kiesett | kiesett  |
| Diliana Méndez | Sportpuska, összetett | 568       | 39.       | kiesett | kiesett  |

## Súlyemelés
Férfi
| Versenyző         | Versenyszám | Szakítás                 | Szakítás                 | Lökés                    | Lökés                    | Összesen | Helyezés |
| Versenyző         | Versenyszám | Eredmény                 | Helyezés                 | Eredmény                 | Helyezés                 | Összesen | Helyezés |
| ----------------- | ----------- | ------------------------ | ------------------------ | ------------------------ | ------------------------ | -------- | -------- |
| Israel José Rubio | 69 kg       | 139,0                    | 12.                      | 167,0                    | 13.                      | 306,0    | 13.      |
| Octavio Mejías    | 77 kg       | 152,0                    | 14.                      | érvényes kísérlet nélkül | érvényes kísérlet nélkül | kiesett  | kiesett  |
| José Ocando       | 77 kg       | 140,0                    | 21.**                    | 182,0                    | 17.                      | 322,0    | 17.      |
| Herbys Márquez    | 85 kg       | érvényes kísérlet nélkül | érvényes kísérlet nélkül | kiesett                  | kiesett                  | kiesett  | kiesett  |

Női
| Versenyző         | Versenyszám | Szakítás | Szakítás | Lökés                    | Lökés                    | Összesen | Helyezés |
| Versenyző         | Versenyszám | Eredmény | Helyezés | Eredmény                 | Helyezés                 | Összesen | Helyezés |
| ----------------- | ----------- | -------- | -------- | ------------------------ | ------------------------ | -------- | -------- |
| Judith Chacón     | 53 kg       | 80,0     | 8.*      | 101,0                    | 9.                       | 181,0    | 9.       |
| Solenny Villasmil | 63 kg       | 90,0     | 12.*     | 115,0                    | 13.                      | 205,0    | 13.      |
| Iriner Jiménez    | 69 kg       | 90,0     | 8.       | érvényes kísérlet nélkül | érvényes kísérlet nélkül | kiesett  | kiesett  |

* - egy másik versenyzővel azonos eredményt ért el

** - két másik versenyzővel azonos eredményt ért el

## Taekwondo
Férfi
| Versenyző      | Versenyszám | Nyolcaddöntő                     | Negyeddöntő            | Elődöntő          | Vigaszág elődöntő | Bronz- mérkőzés   | Döntő             | Helyezés |
| Versenyző      | Versenyszám | Ellenfél Eredmény                | Ellenfél Eredmény      | Ellenfél Eredmény | Ellenfél Eredmény | Ellenfél Eredmény | Ellenfél Eredmény | Helyezés |
| -------------- | ----------- | -------------------------------- | ---------------------- | ----------------- | ----------------- | ----------------- | ----------------- | -------- |
| Carlos Vásquez | Váltósúly   | Lionel Baguissi (GAB) · 5-0      | Aaron Cook (GBR) · 2-5 | kiesett           |                   |                   |                   | 9.       |
| Juan Díaz      | Nehézsúly   | Abd el-Káder ez-Zrúri (MAR) · KO | kiesett                | kiesett           |                   |                   |                   | 10.      |

Női
| Versenyző       | Versenyszám | Nyolcaddöntő              | Negyeddöntő                 | Elődöntő                         | Vigaszág elődöntő | Bronz- mérkőzés          | Döntő             | Helyezés |
| Versenyző       | Versenyszám | Ellenfél Eredmény         | Ellenfél Eredmény           | Ellenfél Eredmény                | Ellenfél Eredmény | Ellenfél Eredmény        | Ellenfél Eredmény | Helyezés |
| --------------- | ----------- | ------------------------- | --------------------------- | -------------------------------- | ----------------- | ------------------------ | ----------------- | -------- |
| Dalia Contreras | Légsúly     | Sümeyye Gulec (GER) · 4-2 | Charlotte Craig (USA) · 3-2 | Buttree Puedpong (THA) · 2-2 SUP |                   | Milka Akinyi (KEN) · 1-0 |                   |          |
| Adriana Carmona | Nehézsúly   | Csen Csung (CHN) · 1-3    | kiesett                     | kiesett                          |                   |                          |                   | 11.      |

## Tenisz
Női
| Versenyző        | Versenyszám | 64-es főtábla                              | 32-es főtábla     | Nyolcaddöntő      | Negyeddöntő       | Elődöntő          | Bronz- mérkőzés   | Döntő             | Helyezés |
| Versenyző        | Versenyszám | Ellenfél Eredmény                          | Ellenfél Eredmény | Ellenfél Eredmény | Ellenfél Eredmény | Ellenfél Eredmény | Ellenfél Eredmény | Ellenfél Eredmény | Helyezés |
| ---------------- | ----------- | ------------------------------------------ | ----------------- | ----------------- | ----------------- | ----------------- | ----------------- | ----------------- | -------- |
| Milagros Sequera | Egyes       | Aljona Bondarenko (UKR) · 3-6, 0-1 feladta | kiesett           | kiesett           | kiesett           | kiesett           | kiesett           | kiesett           | 33.      |

## Torna
Férfi
| Versenyző         | Versenyszám      | Selejtező | Selejtező | Döntő    | Döntő    |
| Versenyző         | Versenyszám      | Pontszám  | Helyezés  | Pontszám | Helyezés |
| ----------------- | ---------------- | --------- | --------- | -------- | -------- |
| José Luis Fuentes | Talaj            | 14,150    | 65.       | kiesett  | kiesett  |
| José Luis Fuentes | Ugrás            | 15,675    |           | kiesett  | kiesett  |
| José Luis Fuentes | Korlát           | 15,375    | 31.       | kiesett  | kiesett  |
| José Luis Fuentes | Nyújtó           | 14,750    | 32.       | kiesett  | kiesett  |
| José Luis Fuentes | Gyűrű            | 14,850    | 40.       | kiesett  | kiesett  |
| José Luis Fuentes | Lólengés         | 15,525    | 2.        | 14,650   | 8.       |
| José Luis Fuentes | Egyéni összetett | 90,325    | 15.       | 86,300   | 22.      |

Női
| Versenyző     | Versenyszám      | Selejtező | Selejtező | Döntő    | Döntő    |
| Versenyző     | Versenyszám      | Pontszám  | Helyezés  | Pontszám | Helyezés |
| ------------- | ---------------- | --------- | --------- | -------- | -------- |
| Jessica López | Talaj            | 13,950    | 52.       | kiesett  | kiesett  |
| Jessica López | Ugrás            | 14,375    |           | kiesett  | kiesett  |
| Jessica López | Felemás korlát   | 13,800    | 61.       | kiesett  | kiesett  |
| Jessica López | Gerenda          | 14,050    | 60.       | kiesett  | kiesett  |
| Jessica López | Egyéni összetett | 56,175    | 43.       | kiesett  | kiesett  |

## Úszás
Férfi
| Versenyző          | Versenyszám      | Előfutam | Előfutam | Előfutam | Elődöntő | Elődöntő | Elődöntő | Döntő     | Döntő    |
| Versenyző          | Versenyszám      | Idő      | Hely.    | Össz.    | Idő      | Hely.    | Össz.    | Idő       | Helyezés |
| ------------------ | ---------------- | -------- | -------- | -------- | -------- | -------- | -------- | --------- | -------- |
| Crox Acuña         | 200 m gyors      | 1:50,52  | 4.       | 42.      | kiesett  | kiesett  | kiesett  | kiesett   | kiesett  |
| Octavio Alessi     | 100 m pillangó   | 53,58    | 7.       | 45.*     | kiesett  | kiesett  | kiesett  | kiesett   | kiesett  |
| Leopoldo Andara    | 200 m mell       | 2:17,77  | 3.       | 50.      | kiesett  | kiesett  | kiesett  | kiesett   | kiesett  |
| Leopoldo Andara    | 200 m vegyes     | 2:05,71  | 7.       | 43.      | kiesett  | kiesett  | kiesett  | kiesett   | kiesett  |
| Jonathan Camacho   | 50 m gyors       | 22,87    | 5.       | 47.      | kiesett  | kiesett  | kiesett  | kiesett   | kiesett  |
| Erwin Maldonado    | 10 km nyílt vízi |          |          |          |          |          |          | 1:52:13,6 | 10.      |
| Alexis Márquez     | 200 m pillangó   | 2:01,25  | 5.       | 36.      | kiesett  | kiesett  | kiesett  | kiesett   | kiesett  |
| Ricardo Monasterio | 1500 m gyors     | 15:45,98 | 7.       | 33.      |          |          |          | kiesett   | kiesett  |
| Albert Subirats    | 100 m gyors      | 48,97    | 2.       | 22.      | kiesett  | kiesett  | kiesett  | kiesett   | kiesett  |
| Albert Subirats    | 100 m pillangó   | 51,71    | 1.       | 8.       | 51,82    | 6.       | 11.      | kiesett   | kiesett  |
| Daniele Tirabassi  | 400 m gyors      | 3:53,26  | 2.       | 31.      |          |          |          | kiesett   | kiesett  |

Női
| Versenyző      | Versenyszám      | Előfutam | Előfutam | Előfutam | Elődöntő | Elődöntő | Elődöntő | Döntő     | Döntő    |
| Versenyző      | Versenyszám      | Idő      | Hely.    | Össz.    | Idő      | Hely.    | Össz.    | Idő       | Helyezés |
| -------------- | ---------------- | -------- | -------- | -------- | -------- | -------- | -------- | --------- | -------- |
| Andreina Pinto | 800 m gyors      | 8:30,30  | 5.       | 14.      |          |          |          | kiesett   | kiesett  |
| Andreina Pinto | 10 km nyílt vízi |          |          |          |          |          |          | 1:59:40,0 | 9.       |
| Yanel Pinto    | 400 m gyors      | 4:18,09  | 1.       | 32.      |          |          |          | kiesett   | kiesett  |
| Arlene Semeco  | 50 m gyors       | 24,98    | 4.       | 11.      | 25,05    | 7.       | 15.      | kiesett   | kiesett  |
| Arlene Semeco  | 100 m gyors      | 55,70    | 5.       | 30.      | kiesett  | kiesett  | kiesett  | kiesett   | kiesett  |
| Erin Volcán    | 100 m hát        | 1:03,90  | 4.       | 43.      | kiesett  | kiesett  | kiesett  | kiesett   | kiesett  |
| Erin Volcán    | 200 m hát        | 2:15,58  | 3.       | 32.      | kiesett  | kiesett  | kiesett  | kiesett   | kiesett  |

* - egy másik versenyzővel azonos időt ért el

## Vitorlázás
Férfi
| Versenyző           | Versenyszám     | Futam | Futam | Futam | Futam | Futam | Futam | Futam | Futam | Futam | Futam | Futam | Pontszám | Helyezés |
| Versenyző           | Versenyszám     | 1     | 2     | 3     | 4     | 5     | 6     | 7     | 8     | 9     | 10    | É     | Pontszám | Helyezés |
| ------------------- | --------------- | ----- | ----- | ----- | ----- | ----- | ----- | ----- | ----- | ----- | ----- | ----- | -------- | -------- |
| Carlos Julio Flores | Szörfvitorlázás | 32    | 33    | 33    | 35    | 21    | 22    | 27    | 28    | 22    | 14    | -     | 232      | 29.      |
| José Ruíz           | Laser           | 39    | 40    | 23    | 29    | 40    | 29    | 33    | 32    | 24    |       | -     | 249      | 39.      |

Nyílt
| Versenyző     | Versenyszám | Futam | Futam | Futam | Futam | Futam | Futam | Futam | Futam | Futam | Pontszám | Helyezés |
| Versenyző     | Versenyszám | 1     | 2     | 3     | 4     | 5     | 6     | 7     | 8     | É     | Pontszám | Helyezés |
| ------------- | ----------- | ----- | ----- | ----- | ----- | ----- | ----- | ----- | ----- | ----- | -------- | -------- |
| Jhonny Bilbao | Finn dingi  | 26    | 12    | 25    | 23    | 26    | 25    | 20    | 18    | -     | 149      | 26.      |

É - éremfutam

## Vívás
Férfi
| Versenyző                                        | Versenyszám       | Selejtező                       | 32-es főtábla                 | Nyolcaddöntő              | Negyeddöntő                                                                     | Elődöntő                                                                              | Bronz- mérkőzés                                                                                      | Döntő             | Helyezés |
| Versenyző                                        | Versenyszám       | Ellenfél Eredmény               | Ellenfél Eredmény             | Ellenfél Eredmény         | Ellenfél Eredmény                                                               | Ellenfél Eredmény                                                                     | Ellenfél Eredmény                                                                                    | Ellenfél Eredmény | Helyezés |
| ------------------------------------------------ | ----------------- | ------------------------------- | ----------------------------- | ------------------------- | ------------------------------------------------------------------------------- | ------------------------------------------------------------------------------------- | --- | ----------------- | -------- |
| Silvio Fernández                                 | Párbajtőr, egyéni |                                 | Paris Inostroza (CHI) · 15-10 | Boczkó Gábor (HUN) · 9-15 | kiesett                                                                         | kiesett                                                                               | kiesett                                                                                              | kiesett           | 9.       |
| Rubén Limardo                                    | Párbajtőr, egyéni |                                 | Dmitro Csumak (UKR) · 13-15   | kiesett                   | kiesett                                                                         | kiesett                                                                               | kiesett                                                                                              | kiesett           | 23.      |
| Wolfgang Mejías                                  | Párbajtőr, egyéni | Sturla Torkildsen (NOR) · 11-12 | kiesett                       | kiesett                   | kiesett                                                                         | kiesett                                                                               | kiesett                                                                                              | kiesett           | 33.      |
| Carlos Bravo                                     | Kard, egyéni      | Marcin Koniusz (POL) · 10-15    | kiesett                       | kiesett                   | kiesett                                                                         | kiesett                                                                               | kiesett                                                                                              | kiesett           | 33.      |
| Silvio Fernández Francisco Limardo Rubén Limardo | Párbajtőr, csapat |                                 |                               |                           | Franciaország (FRA) · Fabrice Jeannet · Jérôme Jeannet · Ulrich Robeiri · 33-45 | 5–8. helyért · Dél-Korea (KOR) · Csong Dzsinszon · Kim Szunggu · Kim Vondzsin · 45-38 | 5. helyért · Magyarország (HUN) · Boczkó Gábor · Imre Géza · Kovács Iván · Kulcsár Krisztián · 25-40 |                   | 6.       |

Női
| Versenyző         | Versenyszám       | Selejtező         | 32-es főtábla                | Nyolcaddöntő      | Negyeddöntő       | Elődöntő          | Bronz- mérkőzés   | Döntő             | Helyezés |
| Versenyző         | Versenyszám       | Ellenfél Eredmény | Ellenfél Eredmény            | Ellenfél Eredmény | Ellenfél Eredmény | Ellenfél Eredmény | Ellenfél Eredmény | Ellenfél Eredmény | Helyezés |
| ----------------- | ----------------- | ----------------- | ---------------------------- | ----------------- | ----------------- | ----------------- | ----------------- | ----------------- | -------- |
| Mariana González  | Tőr, egyéni       |                   | Varga Gabriella (HUN) · 2-15 | kiesett           | kiesett           | kiesett           | kiesett           | kiesett           | 22.      |
| María Martínez    | Párbajtőr, egyéni |                   | Sophie Lamon (SUI) · 9-15    | kiesett           | kiesett           | kiesett           | kiesett           | kiesett           | 21.      |
| Alejandra Benitez | Kard, egyéni      |                   | Bogna Jóźwiak (POL) · 11-15  | kiesett           | kiesett           | kiesett           | kiesett           | kiesett           | 26.      |